# Francisco Solano Constâncio
Francisco Solano Constâncio (* 24. Juli 1777 in Lissabon; † 21. Dezember 1846 in Paris) war ein portugiesischer Diplomat, Romanist, Lusitanist, Grammatiker, Lexikograf und Übersetzer.

## Leben
Constâncio studierte Medizin in Edinburgh, ging aber dann als Liberaler nach Paris ins Exil. 1815 gab er dort die Zeitschrift O observador lusitano em Pariz, ou Collecção literaria, politica e commercial heraus, dann die Werke von Manuel do Nascimento, von 1818 bis 1822 die Annaes das Sciencias, das Artes e das Letras. 1820 übernahm er diplomatische Aufgaben, zuerst in Paris, dann als Botschafter Portugals in den Vereinigten Staaten. 1829 kehrte er nach Paris zurück und lebte dort bis zu seinem Tod als vielseitig interessierter Homme de lettres.
Constâncio übersetzte wirtschaftswissenschaftliche Schriften von David Ricardo, Thomas Robert Malthus und William Godwin, ferner pharmazeutische, aus dem Englischen ins Französische. Er publizierte erfolgreiche Fremdsprachen-Grammatiken des Französischen, Portugiesischen und Englischen, sowie ein oft aufgelegtes Wörterbuch des Portugiesischen, desgleichen ein zweisprachiges französisch-portugiesisches Wörterbuch.

## Werke

### Wörterbücher und Grammatiken
- Nouveau dictionnaire de poche français-portugais, Bordeaux 1811-1812
- Nouveau dictionnaire portatif des langues française et portugaise. Novo diccionario portatil das linguas portugueza e franceza, Paris 1820, 1828-1830, 1834, 1837, 1842, 1856, 1867, 1877, 1887
- Nova grammatica da lingua franceza, Paris 1831 (nach Noël und Chapsal)
- Grammatica analytica da lingua portugueza, Paris 1831, 1851, 1855
- Nouvelle grammaire portugaise, à l’usage des Français, Paris 1832, 1849
- Novo diccionário crítico e etymológico da língua portugueza, Paris 1836, 976 Seiten (10. Aufl. 1873)
- Novo mestre inglez, ou Grammatica da lingua ingleza para uso dos portuguezes, Paris 1837, 1851, 1866

### Weitere Werke
- Geschichte Johanns des Sechsten, Königs von Portugall, Stuttgart 1827
- História do Brasil, 2 Bde., Paris 1839
- Leituras e ensaios de economia política (1808-1842), hrsg. von José Luís Cardoso, Lissabon 1995